# DMRT1
DMRT1‏ (Doublesex and mab-3 related transcription factor 1) هوَ بروتين يُشَفر بواسطة جين DMRT1 في الإنسان.